# Станіславський економічний адміністративний район
Станіславський економічний адміністративний район — економічна адміністративна одиниця на території УРСР у 1957—1962 роках, з центром у місті Станіславі. 

## Історія утворення

Мапа Станіславського економічного адміністративного району

Станіславський економічний адміністративний район утворений під час економічних реформ Микити Хрущова 31 травня 1957 року.
До складу економічного адміністративного району увійшли Станіславська область, Чернівецька область, Закарпатська область, Дрогобицька область.
У травні 1959 року територія Дрогобицької області перейшла до складу Львівської області, Рада Міністрів УРСР встановлювала порядок передачу промислових підприємств Дрогобицької області з підпорядкуванням раднаргоспу Станіславського економічного адміністративного району в підпорядкування раднаргоспу Львівського економічного адміністративного району згідно до Указу Президії Верховної Ради УРСР №111 від 21 травня 1959 року.
26 грудня 1962 року Івано-Франківський (Станіславський) економічний адміністративний район був ліквідований.

## Керівництво
- Голова Ради народного господарства
  - Єременко Анатолій Петрович (1957—1962)